# Mars Exploration Rover

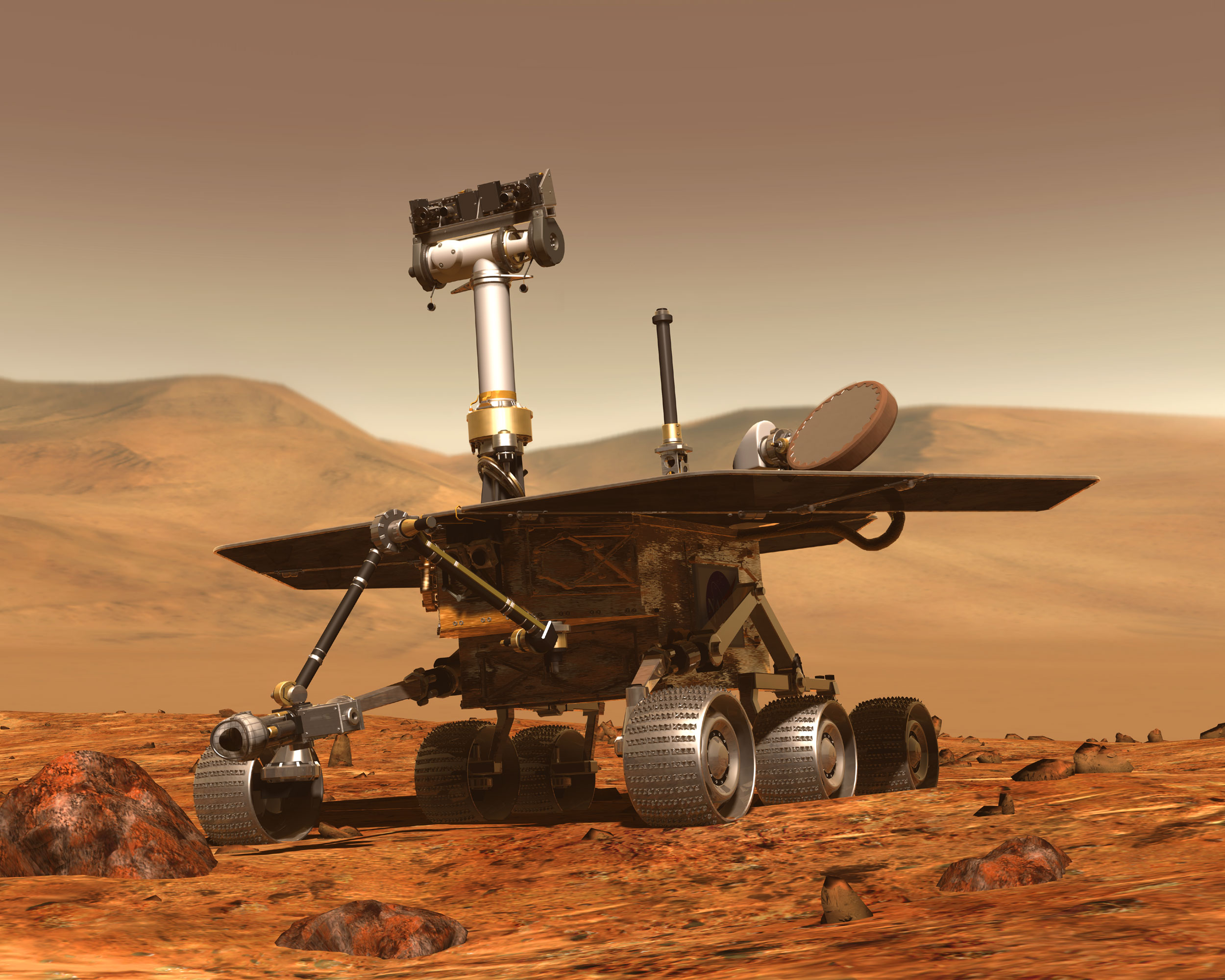
Umělecká představa robotického vozítka programu MER na Marsu

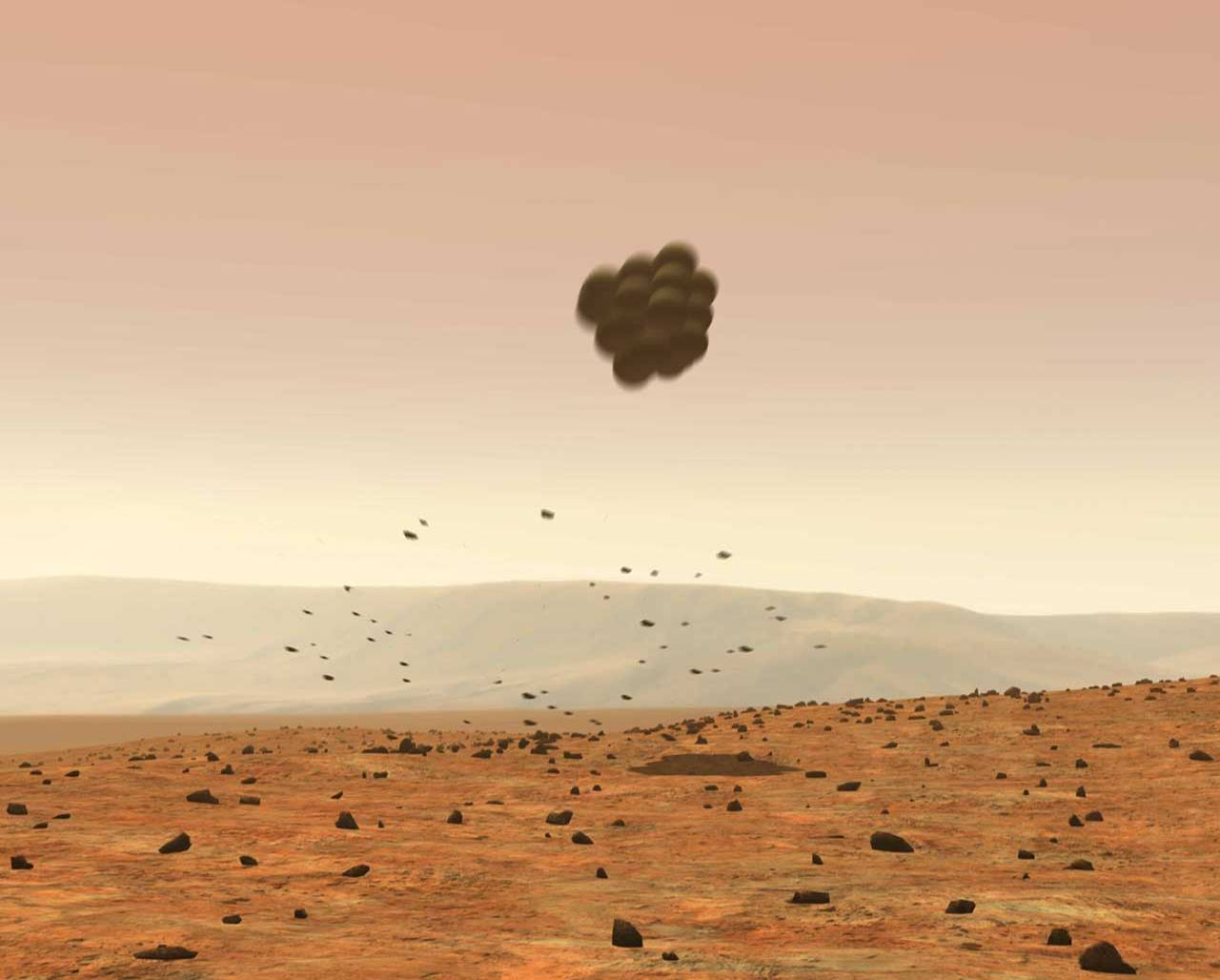
Ochranný přistávací airbag

Mars Exploration Rover (zkr. MER) je název kosmické mise dvou identických sond (MER-A a MER-B) americké agentury NASA nesoucí mobilní robotická vozítka pro průzkum planety Mars.
Vozítka byla pojmenována Spirit a Opportunity. Spirit byl vypuštěn 10. června 2003 a na Marsu přistál 4. ledna 2004. Opportunity odstartovala krátce nato 7. července 2003 a přistála 25. ledna 2004.
Hlavním cílem mise bylo hledat kameny a půdu, která by dokazovala výskyt vody v minulosti Marsu. Obě sondy přistály na opačných stranách planety v místech, o kterých se předpokládalo, že mohla v minulosti být vystavena působení vody. Jedním místem byl kráter Gusev a možná bývalé jezero na dně tohoto impaktního kráteru. Druhým planina Meridiani, kde složení hornin (hematit) naznačují možnou přítomnost vody.
Během své více než 5leté mise vozítka pořídila tisíce snímků a vědeckých měření předtím nevídaného rozsahu a kvality. Ačkoliv jejich plánovaná životnost byla jen 90 dnů, skutečnost předčila očekávání. Vozítko Opportunity přestalo komunikovat se Zemí 10. června 2018, 4 dny po prachové bouři, která Opportunity poškodila. Vozítko Spirit se odmlčelo v roce 2012, kdy nepřežilo marsovskou zimu. Mise skončila 13. února 2019 při neúspěšném pokusu o spojení s Opportunity.

## Popis sondy

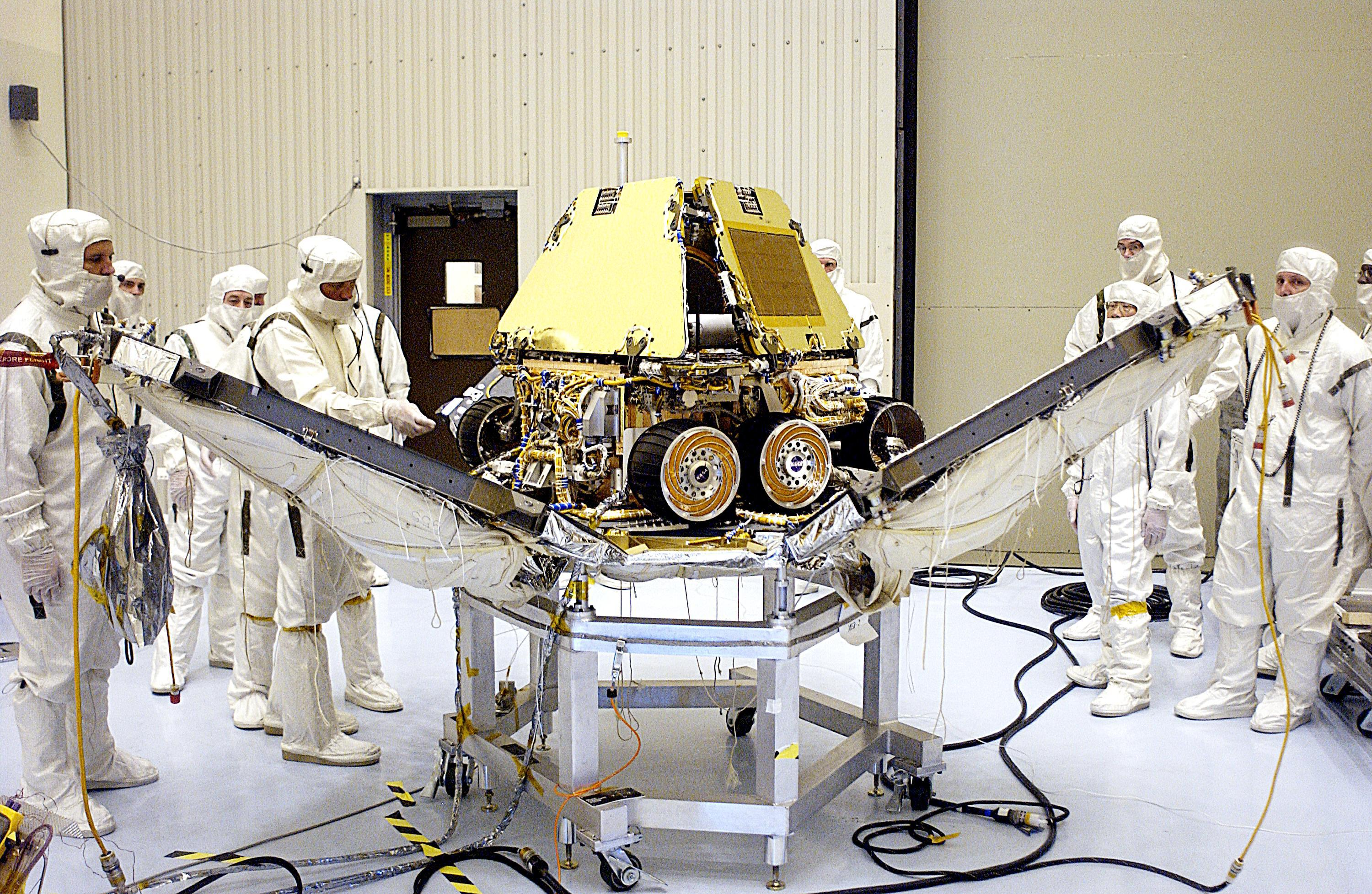
Úsporně a úhledně složené vozítko Opportunity uvnitř přistávacího modulu

Sonda Mars Exploration Rover byla navržena tak, aby ji bylo možné ve složeném tvaru umístit pod ochranný kryt nosné rakety Delta II. Každá sonda se skládala z několika hlavních částí:
- Pohyblivý Rover: 185 kg
- Plošina pro měkké přistání: 348 kg
- Padák a kryt: 209 kg
- Tepelný štít: 78 kg
- Přeletový meziplanetární stupeň: 193 kg
- Pohonné látky: 50 kg

Celková hmotnost dosahovala 1 063 kg.

### Konstrukce Roveru

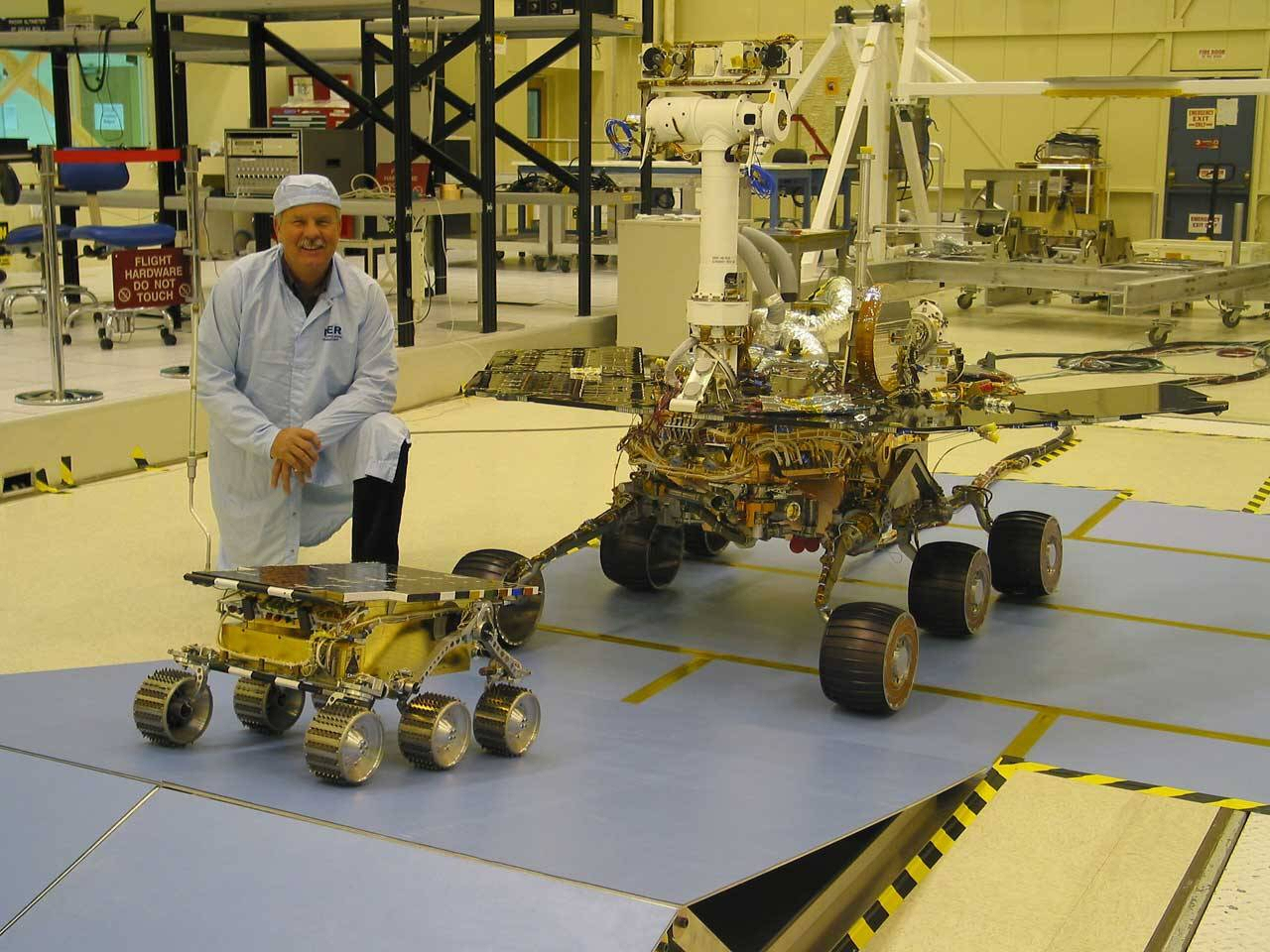
Srovnání velikostí Mars Exploration Roveru s předchozím pohyblivým vozítkem Sojourner

Rover vážící 185 kg je po rozložení 150 cm vysoký, 230 cm široký a 160 cm dlouhý.
Každý z roverů je vybaven šestikolovým podvozkem typu rocker-bogie osvědčeného u předchozího vozítka Sojourner. Každé z kol o průměru 25 cm je poháněno samostatným elektromotorem.
Dvě přední a dvě zadní kola jsou řiditelná pomocí servomotorů, díky nimž se robot může otočit na místě.
Podvozek je navržen pro překonání stoupání až 45°, ovšem náklonoměry v součinnosti s řídícím počítačem zastavují pojezd vozítka již při dosažení sklonu 30°.
Nejvyšší dosažitelná rychlost na tvrdém povrchu dosahuje 5 cm/s, ovšem průměrná činí jen 1 cm/s. Je to dáno tím, že autonomní řídící software po 10sekundové jízdě mapuje 20 sekund okolní terén a volí optimální cestu k cílovému bodu.
Napájení elektronického vybavení vozítka zabezpečuje panel solárních panelů, který má výkon až 140 W, doplněný o dvojici Lithium-iontových akumulátorů o hmotnosti 2 x 7,2 kg pro napájení v průběhu noci.
Řízení vozítka je zajišťováno pomocí operačního systému VxWorks spuštěného na počítači s 20 MHz radiačně zodolněným procesorem RAD6000 doplněném 128 MB paměti DRAM s korekcí chyb a 3 MB paměti EEPROM. Datový disk je tvořen pamětí Flash o kapacitě 256 MB.
Komunikace Roveru se Zemí je zajišťována pomocí dvou antén - pevné všesměrové a otočné vysokoziskové. Všesměrová anténa umožňuje pomalé datové přenosy do přijímacích stanic pozemské sítě Deep Space Network (DSN). Rychlost takovéto komunikace se pohybuje mezi 12 000 až 3 500 bitů/s. Dále je možné použít komunikaci v UKV pásmu se sondami obíhajícími planetu Mars. Ty pak slouží jako retranslační stanice pro spojení se Zemí. Díky vyšším výkonům jejich vysílačů a větším anténám je možné přenášet data z roverů mnohem vyšší rychlostí, až 128 000 bit/s, než bez jejich asistence. Využití sond rovněž umožňuje prodloužit komunikaci i mimo přímou radiovou viditelnost Země-Rover.

### Přístroje
Vybavení vozítek:
- na otočném stěžni

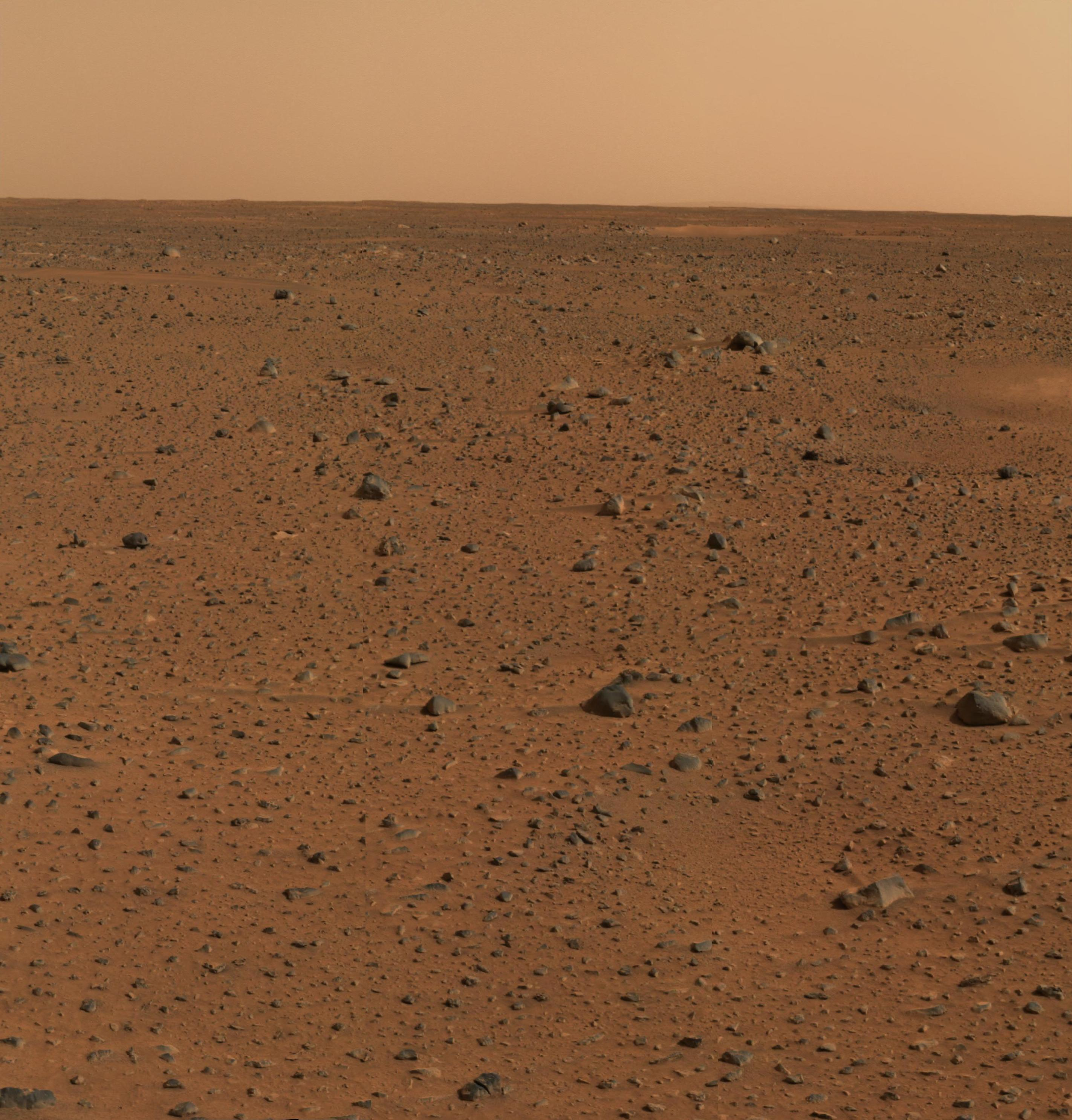
První barevný snímek Marsu pořízený Spiritem – ve své době nejdetailnější snímek povrchu jiné planety

  - panoramatická kamera (PanCam) pro stereoskopické snímkování terénu, obě části jsou vybaveny kotouči filtrů pro odhad mineralogického složení okolí
  - miniaturní spektrometr tepelných emisí (Miniature Thermal Emission Spectrometer, Mini-TES) zkoumá nerosty pomocí jejich tepelného vyzařování
- na výklopném rameni v přední části
  - Mössbauerův spektrometr (Mössbauer Spectrometer) pro hledání sloučenin železa ve vzorku
  - spektrometr rentgenového a alfa záření (Alpha Particle X-ray Spectrometer, APXS)
  - mikroskopický zobrazovač (Microscopic Imager, MI) pro detailní snímky hornin
  - bruska (Rock Abrasion Tool, RAT) pro očištění a obroušení zkoumaných kamenů[9]